# Jean César Graziani
Pour les articles homonymes, voir Graziani.
 (mai 2023).
Jean César Graziani (1859-1932) est un général français.

## Biographie
Né le 15 novembre 1859 à Bastia (Corse), il entre à Saint-Cyr le 31 octobre 1878 (63e promotion dite des Zoulous). Sa carrière dans l'infanterie progresse rapidement et, après les campagnes de Tunisie et d'Algérie, il commande en 1909 le 96e Régiment d'Infanterie. En 1912 il est nommé directeur de l'infanterie au Ministère de la Guerre. Promu général de brigade, il conserve cette direction jusqu'au 26 janvier 1913. Il est alors choisi comme chef de cabinet par le ministre de la Guerre.
Un mois après le début des hostilités, il est nommé sous-chef de l'état-major de l'armée. En décembre 1914 il est promu général de division et le 31 juillet 1915 il est mis à la tête de l'état-major.
En avril 1917 il reçoit le commandement d'une division d'infanterie, puis, en décembre, d'un corps d'armée. Le 5 novembre 1917, il est cité à l'ordre de la VIe Armée.
Le 29 mars 1918, il est nommé commandant des Forces Françaises en Italie.
Promu par le royaume d’Italie le 15 novembre 1918 : Generale d'Armata (Italie). Commandant en chef de la XIIe armée italienne où étaient versés les contingents français et qui se sont illustrés dans les offensives de 1918. Il sert à la fin de la guerre en Roumanie. Commandant l’armée du Danube en 1919, chef de la mission militaire en Hongrie et Commandant du 1er corps d’armée en 1920. Il termine sa carrière membre du Conseil supérieur de la guerre en 1921 puis commandant du 18e corps d'armée. Admis dans la réserve en 1924, après 45 ans de service 12 campagnes et 1 citation.

### Grades
- 28 août 1912 : général de brigade
- 18 décembre 1914 : général de division
- 5 mai 1916 : rang et prérogatives de commandant de corps d'armée
- 15 novembre 1918 : generale d'armata (Italie)
- 4 novembre 1921 : général de division maintenu exceptionnellement en activité au-delà de la limite d'âge

### Postes
- 16/07/1912 : directeur de l'Infanterie au Ministère de la Guerre
- 26/01/1913 : chef du cabinet militaire du ministre de la Guerre
- 12/12/1913 : commandant de la 12e Brigade d'Infanterie et des subdivisions de région de Caen, du Havre, de Falaise et de Lisieux
- 05/04/1914 : adjoint au deuxième sous-chef d'état-major de l'Armée
- 29/08/1914 : deuxième sous-chef d'état-major de l'Armée
- 31/07/1915 : chef d'état-major général de l'Armée (à l'intérieur)
- 21/09/1916 : en disponibilité.
- 21/02/1917 : adjoint au commandant du 14e Corps d'Armée
- 03/04/1917 : commandant de la 28e Division d'Infanterie
- 11/12/1917 : commandant du 17e Corps d'Armée
- 29/03/1918 : commandant du 12e Corps d'Armée
- 31/03/1918 - 15/03/1919 : commandant des Forces Françaises en Italie
  - 10/10/1918 - 15/03/1919 : commandant de la XIIe Armée Italienne
- 15/03/1919 : commandant de la 12e Région (Limoges)
- 13/04/1919 : commandant de l'Armée du Danube
- 12/10/1919 : chef de la mission militaire française en Hongrie
- 01/05/1920 : en congé.
- 07/08/1920 : en disponibilité.
- 01/12/1920 : commandant du 18e Corps d'Armée
- 26/11/1921 - 15/11/1924 : membre du Conseil supérieur de la guerre
- 14/08/1922 - 15/11/1924 : inspecteur général de l'Infanterie
- 15/11/1924 : placé dans la section de réserve

## Décorations

### Décorations françaises
- Grand-croix de la Légion d'honneur (décret du 11 juillet 1924)[3]
  -  Grand officier de la Légion d'honneur (décret du 6 juillet 1919)
  -  Commandeur de la Légion d'honneur (décret du 20 septembre 1916)
  -  Officier de la Légion d'honneur (décret du 10 juillet 1913)
  -  Chevalier de la Légion d'honneur (décret du 30 décembre 1895)
- Croix de Guerre 1914-1918 (1 palme)
- Médaille coloniale (agrafe Algérie)
- Médaille interalliée 1914-1918
- Médaille commémorative de la guerre 1914-1918

### Décorations étrangères
- Grand croix de l'Ordre des Saints-Maurice-et-Lazare (15 janvier 1934) ( Royaume d'Italie)
  -  Grand officier de l'Ordre des Saints-Maurice-et-Lazare (1 juin 1930)
  -  Commandeur de l'Ordre des Saints-Maurice-et-Lazare (30 décembre 1919)
  -  Officier de l'Ordre des Saints-Maurice-et-Lazare (12 janvier 1919)
  -  Chevalier de l'Ordre des Saints-Maurice-et-Lazare (5 juin 1913)
- Chevalier de l'Ordre militaire de Savoie (17 mai 1919) ( Royaume d'Italie)
- Grand croix de l'Ordre de la Couronne d'Italie (3 mai 1924) ( Royaume d'Italie)
  -  Grand officier de l'Ordre de la Couronne d'Italie (11 novembre 1919)
  -  Commandeur de l'Ordre de la Couronne d'Italie (13 septembre 1918)
  -  Officier de l'Ordre de la Couronne d'Italie (23 mai 1915)
  -  Chevalier de l'Ordre de la Couronne d'Italie (26 décembre 1907)
- Croix du Mérite de la guerre ( Royaume d'Italie)
- Grand Officier du Nicham Iftikhar ( France /  Tunisie)
- Chevalier Commandeur de l'Ordre du Bain ( Royaume-Uni)
- Distinguished Service Medal ( États-Unis)[4]